# دانيلي التوبيلي
دانيلي التوبيلي (بالإيطالية: Daniele Altobelli)‏ (18 مارس 1993 بتيراتشينا في إيطاليا - ) هو لاعب كرة قدم إيطالي في مركز الوسط.

## روابط خارجية
- دانيلي التوبيلي على موقع قاعدة بيانات كرة القدم.إي يو (الإنجليزية)
- دانيلي التوبيلي على موقع عالم كرة القدم.نت (الإنجليزية)
- دانيلي التوبيلي على موقع AS.com (الإسبانية)